# جون في. تاكر
جون في. تاكر (بالإنجليزية: John V. Tucker)‏ هو عالم حاسوب ومهندس بريطاني، ولد في 1952.